# Арсе, Алекс
Алекс Адриан Арсе Барриос (исп. Alex Adrián Arce Barrios; род. 16 июня 1995, Карапегуа, Парагуари) — парагвайский футболист, нападающий клуба ЛДУ Кито и сборной Парагвая.

## Клубная карьера
Арсе — воспитанник клуба «Серро Портеньо». 23 июня 2017 года в матче против «Спортиво Триниденсе» он дебютировал в парагвайской Примере. В 2019 году игрок покинул команду и выступал во Второй лиге Парагвая за клубы «Рубио Нью» и «Спортиво Амелиано». В начале 2023 года Арсе перешёл в аргентинский «Индепендьенте Ривадавия». 10 февраля в матче против «Альдосиви» он дебютировал в Примера B Насьональ. 27 февраля в поединке против «Атлетико Митре» Алекс забил свой первый гол за «Индепендьенте Ривадавия». По итогам сезона игрок забил 26 голов, став лучшим бомбардиром чемпионата и помог клубу выйти в элиту. 27 января 2024 года в матче против «Индепендьенте» он дебютировал в аргентинской Примере.
В том же году Арсе перешёл в эквадорский ЛДУ Кито. 5 марта в матче против «Макара» он дебютировал в эквадорской Примере. В этом же поединке Алекс забил свой первый гол за ЛДУ Кито. В матчах Кубка Либертадорес против колумбийского «Атлетико Хуниор» и перуанского «Университарио».

## Международная карьера
8 июня 2024 года в тоарищеском матче года против сборной Перу Арсе дебютировал за сборную Парагвая.

## Достижения
Индивидуальные
- Лучший бомбардир Примера B Насьональ (26 голов) — 2023